# Mononitrure de monosoufre
Le mononitrure de monosoufre est une espèce chimique de formule NS, analogue soufré du monoxyde d'azote NO, les électrons de valence de NS correspondent à ceux de NO. Le monosulfure de monoazote peut être produit par décharges électriques à travers un mélange de composés de soufre et d'azote ou par réaction de diazote N2 avec des vapeurs de soufre. Dans le milieu interstellaire, NS a été détecté pour la première fois dans le nuage moléculaire géant Sagittarius B2, puis a été observé par la suite dans des nuages sombres et dans la queue de comètes.